# Sanny Åslund
Pour les articles homonymes, voir Åslund.
John Sanny Åslund (né le 29 août 1952 à Torsby en Suède) est un joueur de football international suédois qui évoluait au poste d'attaquant, avant de devenir ensuite entraîneur.
Son fils, Martin, est également footballeur.

## Biographie

### Carrière de joueur

#### Carrière en club
Sanny Åslund joue principalement en faveur de l'AIK Solna, de l'Espanyol Barcelone, du Werder Brême, et du Malmö FF.
Il dispute au cours de sa carrière en club 127 matchs en première division suédoise, inscrivant 57 buts, 19 matchs en première division allemande, marquant 4 buts, et enfin 11 matchs en première division espagnole, pour 2 buts. 
Il réalise sa meilleure performance en 1974, où il inscrit 13 buts au sein du championnat suédois. Cette même saison, il se classe deuxième du championnat avec l'équipe de l'AIK Solna.
Sanny Åslund joue également deux matchs en Coupe de l'UEFA (un but), et un match en Coupe de coupes. Il atteint la finale de la Coupe des clubs champions européens en 1979 avec le club du Malmö FF, sans toutefois jouer une seule minute de jeu lors de cette compétition. 

#### Carrière en équipe nationale
Avec l'équipe de Suède, il joue cinq matchs et inscrit deux buts entre 1977 et 1979.
Il joue son premier match en équipe nationale le 12 novembre 1977, en amical contre la Pologne (victoire 2-1 à Wrocław). À cette occasion, il inscrit son premier but en sélection.
Il inscrit son second but le 4 avril 1978, contre l'Allemagne de l'Est, lors de sa deuxième sélection (victoire 0-1 à Leipzig). Il joue ensuite un match amical contre la Tchécoslovaquie, un match contre la Finlande rentrant dans le cadre du championnat nordique, et enfin un dernier match amical contre l'Union soviétique.
Il figure dans le groupe des sélectionnés lors de la Coupe du monde de 1978. Lors du mondial organisé en Argentine, il ne joue aucun match.

### Carrière d'entraîneur
Il dirige notamment les joueurs de l'AIK Solna puis de l'IFK Norrköping. Il remporte une Coupe de Suède avec l'IFK.

## Palmarès

### Palmarès de joueur
| AIK - Championnat de Suède : - Vice-champion : 1974. - Coupe de Suède (1) : - Vainqueur : 1976. - Championnat de Suède D2 Norra (1) : - Champion : 1980. |  | Malmö FF \| - Championnat de Suède (1) : - Vice-champion : 1980. \| |
| - Championnat de Suède (1) : - Vice-champion : 1980. |  |                                                                     |

### Palmarès d'entraîneur
IFK Norrköping
- Coupe de Suède (1) :
  - Vainqueur : 1991.